# Zersenay Tadese
Zersenay Tadesse Habtesilase  (Mendefera, 8 de fevereiro de 1982) é um corredor de longa distância da Eritreia.
Ele é um ex-recordista mundial da meia-maratona e venceu quatro títulos consecutivos do Campeonato Mundial de Meia Maratona, entre 2006 e 2009. A medalha de bronze que ganhou nos 10.000 m dos Jogos Olímpicos de Atenas, em 2004,  tornou-o o primeiro atleta de seu país a ser medalhado em Jogos Olímpicos.
Três anos depois, se tornou campeão pan-africano da prova, nos Jogos de Argel. Em 2008, no Rio de Janeiro, conquistou o tricampeonato mundial da meia-maratona.
Seu estilo não é de arrancada no final das provas, preferindo manter um ritmo forte e passadas eficientes e constantes desde a largada.
Tadese tem conseguido suas maiores vitórias na distância da meia-maratona, prova de rua e estrada não-olímpica, que lhe valeu um recorde mundial na Meia Maratona de Lisboa, em março de 2010 e no Campeonato Mundial de Cross-Country, onde já conquistou medalhas de ouro, prata e bronze, correndo contra etíopes e quenianos.
Em 2009, correndo na pista, conquistou a medalha de prata nos 10.000 m do Campeonato Mundial de Atletismo, em Berlim.
Apesar de tímido e modesto, recatado e pouco falante,  sempre afirmando que suas vitórias são apenas um tributo a seu pequeno país, Tadese é um figura de grande popularidade na Eritreia e seu casamento, com mais de 2500 convidados, foi transmitido ao vivo pela televisão para todo o país.